# Liste der Weltrekorde im Skateboarden
Die hier aufgelisteten Skateboard-Weltrekorde sind Rekorde, die mit oder auf einem Skateboard aufgestellt wurden. Die Liste nimmt keinen Anspruch auf Vollständigkeit.

## E
Erstes Skateboard-Magazin
Die amerikanische Zeitschrift The Quarterly Skateboarder erschien erstmals 1964 und wurde bald in Skateboarder umbenannt, bevor sie 1965 nach nur vier Ausgaben eingestellt wurde. Der Titel Skateboarder tauchte 1975 wieder auf, daraufhin wurde er in Skateboarding Action Now (August 1980) und dann in Action Now (April 1981) umbenannt, bevor er 1982 wieder eingestellt wurde. Die aktuelle Ausgabe von Skateboarder wurde im Jahr 2000 neu aufgelegt.
Erster Ollie
Der Ollie ist ein fundamentaler Skateboardtrick, bei dem der Skateboarder das Skateboard in die Luft springen lässt, ohne die Hände zu benutzen. Er wurde 1977 von dem US-Amerikaner Alan Gelfand in Florida erfunden und erstmals vorgeführt. Ursprünglich wurde der Ollie auf Bänken und vertikalen Wänden von Skateparks ausgeführt, später wurde er von Rodney Mullen und anderen in den frühen 1980er Jahren für das Street Skateboarden auf der Straße angepasst.
Erster „1080“
Tom Schaar hat am 26. März 2012 auf einer „Mega-Rampe“ in Woodward West als erster Mensch einen „1080“ auf einem Skateboard (drei volle Umdrehungen in der Luft) geschafft. Schaar war zum Zeitpunkt des Versuchs 12 Jahre alt.

## G
Größtes Skateboard
Das größte Skateboard der Welt ist 11,14 m lang, 2,63 m breit und 1,10 m hoch. Die Rollen sind 2,71 m breit und das Deck selbst ist 1,67 m dick. Es wurde von Rob Dyrdek und Joe Ciaglia in Los Angeles entworfen und hergestellt. Am 25. Februar 2009 wurde es in der MTV-Serie „Rob Dyrdek's Fantasy Factory“ vorgestellt.

## J
Jüngstes Podest bei den Olympischen Spielen
Die Street-Skateboarderinnen Momiji Nishiya (Gold), Rayssa Leal (Silber) und Funa Nakayama (Bronze) bildeten bei den Olympischen Sommerspielen 2020 in Tokio das jüngste Podium der Geschichte bei Olympia mit insgesamt 42 Jahren.

## L
Längste Reise auf einem Skateboard
Die längste Reise auf einem Skateboard betrug 12.159 km (7.555 Meilen) und wurde von dem Neuseeländer Rob Thomson absolviert, der am 24. Juni 2007 in Leysin (Schweiz) begann und am 28. September 2008 in Shanghai (China) endete. Der Versuch war Teil einer längeren Reise von 20.000 km, die Etappen mit dem Fahrrad, dem Segelboot, dem Floß und dem Zug um die Welt umfasste, aber nur der Skateboard-Teil, der der letzte Teil der Reise war, wurde für den Rekord gezählt.

## M
Meist erfundene Skateboardtricks
Zwischen 1997 und 2008 erfand Rodney Mullen 30 Skateboardtricks.

## S
Schnellste Geschwindigkeit auf einem elektronischen Skateboard
Die schnellste Geschwindigkeit auf einem elektronischen Skateboard beträgt 132,37 km/h (82,25 mph) und wurde von dem Australier Raine Kent am 17. September 2022 in Bullsbrook, Australien erreicht.
Schnellste Geschwindigkeit auf einem Skateboard (Downhill)
Die schnellste Geschwindigkeit auf  einem Skateboard, die im Stehen erreicht wurde, ist 146,73 km/h (91,17 mph) von Peter Connolly (Großbritannien), in Quebec am 16. September 2017.